# ミッキーマウス 不思議の国の大冒険
『ミッキーマウス 不思議の国の大冒険』（ミッキーマウス ふしぎのくにのだいぼうけん）とはハドソンが開発し、1987年3月6日に発売されたファミリーコンピュータ（以下ファミコン）用のゲームソフト。主人公にはミッキーマウスとミニーマウスが起用されている。
タイトル画面ではMickey Mouseのロゴと著作権表記のみ表示され、副題は記載されていない。このため、単に「ファミコンのミッキーマウス」、「ハドソンのミッキーマウス」などとも呼ばれる。

## 概要
この作品はウォルト・ディズニーのキャラクターを初めて起用したファミコン用ソフトとして当時注目を集めた。ただし日本国内においてはすでにぴゅう太専用ソフト『ミッキーのアスレチックランド』（1983年）が発売されていたため、ディズニーのキャラクターゲームとしてはコンシューマーゲーム初ではない。
ハドソンはこれ以前にも『忍者ハットリくん』（1986年）、『ドラえもん』（1986年）といったキャラクターもののファミコン用ゲームソフトを発売しており、本作は同社が発売した3作目のキャラクターゲームとなる。各ワールド（ステージ）の趣向が異なる点、得点やライフの表示部、敵キャラクターのデザインなどは前年に発売された『ドラえもん』と類似する。いずれも発売当時には原作の雰囲気を保ったキャラクターゲームとして良好な評価を受けた。
北米では現地にて版権を取得したカプコンより『Mickey Mousecapade』（ミッキー・マウスカペイド）の題名で発売された。タイトル画面では日本版と同様にMickey Mouseのロゴが表示される。しかしゲーム内に登場する敵キャラクターは変更され、舞台設定も変更された。

## ゲーム内容

### システム
『不思議の国のアリス』の世界を舞台に、主人公のミッキーマウスとミニーマウスが冒険を繰り広げる設定のサイドビューアクションゲーム。最終目的は不思議の国に迷い込みトランプの女王一味にさらわれた少女アリスを救出すること。全5ステージ。
プレイヤーはミッキーマウスを操作する。ミッキーの基本動作は移動、ジャンプ、消しゴム投げの3つとなる。消しゴム投げをすると消しゴムがミッキーの前方へまっすぐ飛んでいき、敵に当たるとダメージを与えられる。スタート時の残機数は4。ライフ制を採用しており、敵や敵の攻撃に当たると画面上に表示されたミッキーのライフが減る。ライフが無くなるかボスなど特定のキャラに一度触れたり海や穴に落ちるとミスとなる。
ミッキーの後ろには常にミニーが付いて回る。ミニーには当たり判定やライフの概念はなく、敵や弾に当たってもミッキーのライフは一切減らない。ただし穴を飛び越える際ミッキーが無事であってもミニーが落ちてしまうとミスとなる。一部のステージでははしごや岩などの地形を利用するとミッキーとミニーを引き離すことができる。この現象を利用しミニーを先に進ませボスキャラクターを退治させる攻略法がよく利用された。また一部のステージにはミニーを連れ去る敵が出現する。連れ去られた場合はあるアイテムを取ってミニーが閉じこめられた部屋へ行き、ミニーを救出しないとゴールの扉に入ることが出来ない。
なおワールド1や5のように上下2段に分かれている部屋では、赤いカギ（後述）を取って特別なステージに入った後、およびミスした後には必ず同じ部屋の下段から再スタートとなる。ワールド1ではこの方法を利用しての大幅ショートカットも可能だが、ワールド5では只々遠回りとなってしまう。
当時のアクションゲームとしては珍しく制限時間はない。さらに取扱説明書には裏技としてコンティニューコマンドがあらかじめ掲載された。これらの要素とライフ制の採用からアクションゲームとしての難易度は低めに抑えられたが、低年齢層や女性を主な対象とするディズニーのキャラクターゲームとして見ると難易度は高い。

### アイテム
本作に登場するアイテムは以下の通り。出現場所により3タイプに分けられる。

#### 破壊可能物に隠されたアイテム
ワールド1と5に登場。壁についたカンテラ（ワールド1）や窓（ワールド5）を消しゴムで撃って壊すとランダムで出現する。
ダイヤ
取るとライフが1目盛り回復する。（北米版ではケーキに変更されている。）
ハチ助
ハドソンのマスコットキャラクター。取ると画面内の敵と弾が全て消滅する。ワールド5に中ボスとして出てくるフック船長にも効く。（北米版ではダイヤに変更されている。）

#### 背景に隠されたアイテム
時おり背景の何もない所で効果音とともに消しゴムが消える場合があるが、そのポイントを撃ち続けるとランダムに出現する（1UPを除く）。
ドナルド
ドナルドダックの顔。取るとライフが全回復する。ワールド2・3では敵を倒すと出ることもある。（北米版では赤ダイヤに変更されている。）
カギ・赤
ワールド1・5にのみ出現。取るとボーナスステージに行ける。ボーナスステージには妖精のオブジェクトが4つ並んでいる。この中には当たりとハズレがあり、当たりを4回取り続けることが出来れば下記の1UPアイテムやドナルドがもらえる。ハズレを取ると残りのオブジェクトがすべて消滅して終了となってしまうが、ダイヤがもらえる。
下記の敵によりミニーが連れ去られているときは、同じ背景のミニーが閉じこめられた部屋に行く。4つあるミニーの像のどれか1つが本物。偽物を取るとすべての像が消滅し、もう一度カギを見つけなくてはならなくなる。
ティンカーベル
ピーターパンに登場する妖精で、ワールド4を除く全てのワールドに登場する。出現した瞬間ミッキーについてきて、2人を無敵にしてくれる。この間は体当たりで敵を倒すことが可能。一定時間で離れて飛び去っていくが、画面外へ完全に出るまでは無敵でいられる。ただしステージボスの部屋へ入るとすぐに離れていってしまう。
敵
背景を撃ち続けるとピンク色の敵が出てくることもある。出現すると素早くプレイヤー目がけて飛んできて、ミニーに接触すると連れ去ってしまう。ただしミニーが捕まっても、完全に画面外へ出る前に素早く画面を切り替えれば連れ去られずにすむ。ワールド1・5にのみ出現し、ワールド1ではパタパタガラスが、ワールド5ではエフがそれぞれ出現する。
1UP
「1UP」の文字のついたミッキーの顔。取るとミッキーの残り数が1増える。上記の4つとは別に、予め固定されたポイントに出現。通常のポイントよりも多く消しゴムを当てる必要がある。
洞穴
ワールド3（前述）にのみ出現。特定の木の幹を撃ち続けると穴が開くことがある。

#### 重要アイテム
ゲームを進めるのに必要なアイテム。ワールド1では宝箱に入っており、ワールド5では部屋にそのまま置かれている。
消しゴム
攻撃用アイテム。ミッキー用とミニー用各1個、計2個が存在する。最初に取った方は自動的にミッキー用となる。ミニー用は単発だが、ミッキー用は2連射が可能。（北米版では星に変更されている。）
カギ・黄
ステージ内の特定の扉を開けるためのカギ。

## ステージ構成
いずれもミッキーの操作方法は共通するが、スクロールの形式やクリア条件はワールドごとに異なる。
ワールド1 Little House （リトルハウス）
複数の小部屋が入り組む画面切り替え式のステージ。得体の知れない小動物、動き回るほうきやテレビ、突然落下する照明などがミッキー達の邪魔をする。スタート地点に見えている扉を開け出口に辿り着くとステージクリアとなるが、扉を開けるには鍵を入手しなくてはならない。鍵を守るボスキャラクターとしてチェシャ猫（以後フック船長を除く『不思議の国のアリス』のキャラクターがボスとして出現）が登場する（北米版ではボスが魔法使いに変更されてる）。
ゲームスタート時はミッキー、ミニーとも消しゴムを持っておらず、攻撃ができない。このため最初の目的は消しゴム探しとなる。
ワールド2 The Ocean （ジ・オーシャン）
海上で展開される右スクロール式のステージ。魚、クラゲ、鳥などの敵や大波をかわしながら、海上に浮かぶ小島や丸太の上を渡り進む。ミッキー、ミニーのいずれか一方でも海に落ちてしまうとミスとなる。最後に待ち構えるボスのドードー鳥を退治するとクリア（北米版ではボスがワニに変更されてる）。
ワールド3 Woods Land （ウッズランド）
春、夏、秋、冬の森と花の森で構成される右スクロール式のステージ。四季の森の途中には複数の洞穴が配置され、入らずに前進を続けるとスタート地点に戻される。正しい洞穴に入ると次の森に進む事ができるが、間違った洞穴に入ると同じ森の最初や前の森に戻されるループ面となっている。なお、洞穴の中には一度森をループしないと出現しないものもある。
花の森は途中で突然クレバス(地面の裂け目)が出現する。奥に待ち構えているボスのいもむしさんを退治するとクリア（北米版ではボスが蛇に変更され、雑魚キャラのハンプティ・ダンプティも熊に変更されている）。
ワールド4 Never Land （ネバーランド）
『ピーター・パン』に登場する海賊船が舞台となる画面切り替え式のステージ。このワールドは全部で4画面分しかない。トランプの女王がミッキー達のアリス救出を阻止するために助っ人としてフック船長の一味が呼び出されたという設定。海賊達を退治しながら進み、4画面目にいるボスのフック船長を退治するとクリア（北米版ではボスがフック船長の格好のピートに変更されている）。北米版ではピートの船に変更された。
ワールド5 Queen's Palace （クイーンズパレス）
トランプの女王が住む城内で展開される画面切り替え式の最終ステージ。ワールド1と同様に複数の小部屋が入り組んだ迷路のようになっており、女王の配下であるトランプ兵や小動物がミッキー達の邪魔をする。ここでは出口の扉を開ける鍵を探し、その扉を守るセイウチを倒した上で、扉の奥で待ち構える最終ボスのトランプの女王を退治しなければならない（北米版ではボスが『眠れる森の美女』のマレフィセントに変更されてる）。

## スタッフ
- ディレクター：菊田昌昭
- プログラム：三上哲、黒田尚樹、菊田昌昭
- グラフィック：山本次行、松浦浩司、輪島智美
- 音楽：国本剛章

## 評価
- ゲーム誌『ファミコン通信』の「クロスレビュー」では合計25点（満40点）になっている[2]。

- ゲーム誌『ファミリーコンピュータMagazine』の読者投票による「ゲーム通信簿」での評価は以下の通りとなっており、18.74点（満30点）となっている[3]。

| 項目 | キャラクタ | 音楽 | 操作性 | 熱中度 | お買得度 | オリジナリティ | 総合  |
| 得点 | 3.65       | 3.28 | 3.07   | 2.96   | 2.84     | 2.94           | 18.74 |

## 関連作品
以下はミッキーマウスを主人公としたゲームソフト。いずれもアクションゲームで、後継作品が発売されシリーズ化された。
- ミッキーマウス (ゲームボーイ) - コトブキシステムより発売されたゲームボーイ用ソフト。
- アイラブミッキーマウス ふしぎのお城大冒険 - セガより発売されたメガドライブ用ソフト。
- ミッキーマウスのキャッスルイリュージョン - セガより発売されたゲームギア用ソフト。
- ミッキーマウスIII 夢ふうせん - コトブキシステムより発売されたファミリーコンピュータ用ソフト。
- ミッキーのマジカルアドベンチャー - カプコンより発売されたスーパーファミコン用ソフト。